# Santiago Teotlasco
Santiago Teotlasco är en ort i Mexiko.   Den ligger i kommunen Ixtlán de Juárez och delstaten Oaxaca, i den sydöstra delen av landet, 400 km sydost om huvudstaden Mexico City. Santiago Teotlasco ligger 1 198 meter över havet och antalet invånare är 504.
Terrängen runt Santiago Teotlasco är mycket bergig, och sluttar österut. Runt Santiago Teotlasco är det ganska glesbefolkat, med 47 invånare per kvadratkilometer. Närmaste större samhälle är Tanetze de Zaragoza, 8,1 km söder om Santiago Teotlasco. I omgivningarna runt Santiago Teotlasco växer i huvudsak städsegrön lövskog.